# Tlilpotoncatzin
Tlilpotoncatzin, o Tlilpotonqui (... – 1503), è stato il secondo cihuacoatl ("presidente") di Tenochtitlán.

## Biografia
Tlilpotoncatzin era il secondogenito di Tlacaelel e Maquiztzin. Il padre era figlio del secondo tlatoani (regnante) di Tenochtitlan, Huitzilíhuitl. Mentre Tlacaelel non divenne mai tlatoani, come cihuacoatl giocò un ruolo determinante nella creazione dell'impero azteco. La madre era la figlia di Quetzalmazatzin, re di Itztlacozauhcan nella Chalco degli Amaquemecani. Tlilpotoncatzin succedette al padre come cihuacoatl dopo la sua morte, avvenuta nell'anno 8 Canna (1487).

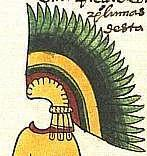
Un quetzalpatzactli, tratto dal Codice Mendoza

Secondo il Crónica mexicayotl di Fernando Alvarado Tezozómoc, scritto attorno al 1598, Tlilpotoncatzin era un guerriero impavido. In battaglia vestiva il quetzalpatzactli, una cresta fatta di piume di quetzal.
Tlilpotoncatzin prese almeno due mogli, entrambe dagli Amaquemecani: Xiuhtoztzin, figlia di Yaopaintzin, quauhtlatoani di Tequanipan Huixtoco, e Quauhtlamiyahualtzin, nobildonna di Acxotlan Cihuateopan. Mise al mondo quattordici figli, undici maschi e tre femmine. Uno dei figli avuti da Xiuhtoztzin, Miccacalcatl Tlatletecuintzin, divenne regnante di Tequanipan; mentre una delle figlie, Tzihuacxochitzin, sposò Montezuma generando Leonor Moctezuma e María Moctezuma.
Tlilpotoncatzin morì nell'anno 11 Canna (1503). Gli succedette il nipote Tlacaelel II, figlio del fratello maggiore Cacamatzin.